# Nothopsyche nigripes
Nothopsyche nigripes là một loài Trichoptera trong họ Limnephilidae. Chúng phân bố ở miền Cổ bắc.